# Anne Revere
Anne Revere (Nova York, 25 de juny de 1903 - Locust Valley, Nova York, 18 de desembre de 1990) va ser una actriu estatunidenca. Va debutar a Broadway el 1931 però només va rodar una sola pel·lícula fins al 1940. En la dècada del 1950, va ser una de les víctimes del maccarthisme i inscrita en la llista negra del cinema.

## Biografia
Revere era descendent directe de l'heroi Paul Revere, de la Revolució americana. El seu pare era un stockbroker, i va ser educada a l'Upper West Side a Westfield, Nova Jersey. El 1926, es va graduar al Wellesley College, després es va matricular a l'American Laboratory School per estudiar interpretació amb Maria Uspénskaia i Richard Boleslavsky.
Revere va fer el debut a Broadway el 1931 amb The Great Barrington. Tres anys més tard va anar a Hollywood per l'adaptació al cinema de Double Door. Va retornar a Broadway per crear la funció de Martha Dobie en l'original producció de 1934 de The Children's Hour, i més tard amb As You Like It, The Three Sisters, i Joguines a les golfes, per la que va guanyar el 1960 el premi Tony per la millor actriu.
Revere va treballar durament com a actriu de caràcter en pel·lícules, apareixent en gairebé tres dotzenes entre 1934 i 1951. Freqüentment va ser triada en el paper d'una matriarca i mare entre Elizabeth Taylor, Jennifer Jones, Gregory Peck, John Garfield, i Montgomery Clift, entre d'altres. Va ser nomenada per l'Oscar a la millor actriu secundària tres vegades i el va guanyar per la seva actuació a El foc de la joventut.
El 1951, Revere va dimitir de la direcció del Gremi d'Actors de cinema (Screen Actors Guild) després que s'acollís a la Cinquena Esmena de la Constitució dels Estats Units i refusés testificar abans del Comitè d'Activitats americanes. No apareixeria en cap pel·lícula durant vint anys, amb Tell Me That You Love Me, Junie Moon. Va començar a aparèixer a la televisió el 1960, a fulletons com The Edge of Night, Search for Tomorrow, i Ryan's Hope.
Revere i el seu marit, el director de teatre Samuel Rosen, es van traslladar a Nova York i va obrir una escola d'interpretació, i va continuar treballant en produccions del Summer stock theatre i del Regional theater in the United States i a la televisió.
Revere morí de pneumònia a la seva casa de Locust Valley, Nova York a l'edat de 87 anys.

## Filmografia selecta
| - 1934: Double Door: Caroline Van Brett - 1940: One Crowded Night: Mae Andrews - 1940: The Howards of Virginia: Mrs. Betsy Norton - 1941: The Devil Commands: Mrs. Walters - 1941: Men of Boys Town: Mrs. Fenely - 1941: The Flame of New Orleans: Giraud's Sister - 1941: H.M. Pulham, Esq.: Miss Redfern, secretària de John - 1941: Remember the Day: Miss Nadine Price - 1941: Design for Scandal: Nettie, Porter's Maid - 1942: Meet the Stewarts: Geraldine Stewart - 1942: The Falcon Takes Over: Jessie Florian - 1942: Are Husbands Necessary?: Anna - 1942: The Gay Sisters: Miss Ida Orner - 1942: Star Spangled Rhythm: Sarah, secretària de Mr. DeSoto - 1943: The Meanest Man in the World: Kitty Crockett, secretària de Clark - 1943: Shantytown: Mrs. Gorty - 1943: Old Acquaintance: Belle Carter - 1943: The Song of Bernadette: Louise Soubirous - 1944: Standing Room Only: Major Harriet Cromwell - 1944: Rainhow Island: Queen Okalana - 1944: Sunday Dinner for a Soldier: Agatha Butterfield - 1944: El foc de la joventut: Mrs. Araminty Brown | - 1944: The Keys of the Kingdom: Agnes Fiske - 1944: The Thin Man Goes Home: Crazy Mary - 1945: Don Juan Quilligan: Mrs. Cora Rostigaff - 1945: Fallen Angel: Clara Mills - 1946: Dragonwyck: Abigail Wells - 1947: The Shocking Miss Pilgrim: Alice Pritchard - 1947: Carnival in Costa Rica: Mama Elsa Molina - 1947: Cos i ànima (Body and Soul): Anna Davis - 1947: Forever Amber: Mother Red Cap - 1947: Gentleman's Agreement: Mrs. Green - 1948: Secret Beyond the Door...: Caroline Lamphere - 1948: Scudda Hoo! Scudda Hay!: Judith Dominy - 1948: Deep Waters: Mary McKay - 1949: You're My Everything: Aunt Jane - 1951: El gran robatori de Missouri (The Great Missouri Raid): Mrs. Samuels - 1951: A Place in the Sun: Hannah Eastman - 1960: House of Bernarda Alba (TV) - 1964: A Flame in the Wind (sèrie TV) - 1970: Tell Me That You Love Me, Junie Moon: Miss Farber - 1970: Macho Callahan: Crystal - 1972: Two for the Money (TV): Mrs. Gap - 1976: Birch Interval: Mrs. Tanner |

## Premis
- Oscar a la millor actriu secundària per al seu paper a la pel·lícula Nacional Velvet[cal citació]